# 리처드 E. 그랜트
리처드 E. 그랜트(Richard E. Grant, 1957년 5월 5일~)는 에스와티니에서 태어난 영국의 배우, 텔레비전 진행자이다.

## 출연 작품

### 영화
- 회색빛 우정 (1987)
- 워락 (1989)
- 북회귀선 (1990)
- 허드슨 호크 (1991)
- 드라큘라 (1992)
- 순수의 시대 (1993)
- 여인의 초상 (1996)
- 리틀 뱀파이어 (2000)
- 고스포드 파크 (2001)
- 페넬로피 (2008)
- 철의 여인 (2011)
- 어바웃 타임 (2013)
- 재키 (2016)
- 로건 (2017)
- 킬러의 보디가드 (2017)
- 날 용서해줄래요? (2018) - 잭 호크 역
- 호두까기 인형과 4개의 왕국 (2018) - 시버 역
- 스타워즈: 라이즈 오브 스카이워커 (2019) - 프라이드 장군 역
- 아야와 마녀 (2020) - 맨드레이크 역
- 더 레슨 (2023) - J.M. 싱클레어 역
- 솔트번 (2023)

### 텔레비전
- 프레이저 (2004)
- 왕좌의 게임 (2016)